# Diapontia
Diapontia is een geslacht van spinnen uit de familie wolfspinnen (Lycosidae).

## Soorten
De volgende soorten zijn bij het geslacht ingedeeld:
- Diapontia niveovittata Mello-Leitão, 1945
- Diapontia pourtaleensis Mello-Leitão, 1944
- Diapontia senescens Mello-Leitão, 1944
- Diapontia uruguayensis Keyserling, 1877